# Apple S3

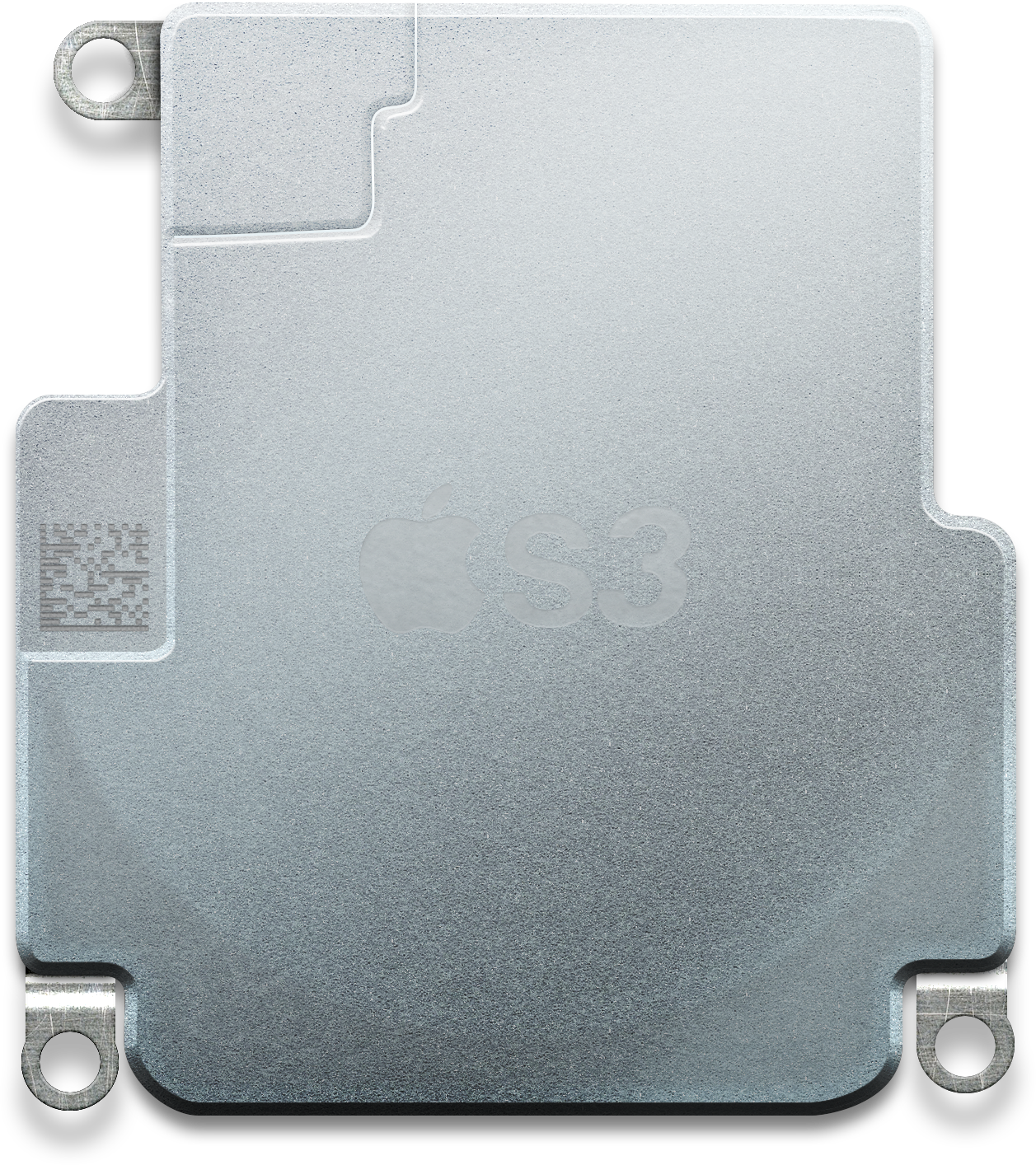
Apple S3

Der Apple S3 ist ein SiP von Apple und wird in der Apple Watch Series 3 verwendet.
Es wurde am 12. September 2017 veröffentlicht. Der Apple S3 besitzt zwei Kerne und ist dem Hersteller zufolge 70 % schneller als der Vorgänger Apple S2.